# 马远良
马远良（1938年7月15日—2025年7月11日），四川隆昌人，水声工程专家，中国工程院院士。

## 履历
- 1961年，于西北工业大学毕业。
- 1981年至1983年，在英国拉夫堡大学进修。[4]
- 2003年，当选中国工程院院士[5][6]。

## 所获荣誉
- 全国科学大会奖，1项
- 国家科学技术进步二等奖，1项
- 国家技术发明二等奖，2项
- 全国优秀科技工作者
- 全国师德先进个人
- 全国国防科技工业系统先进工作者
- 全国优秀博士学位论文指导教师